# Carn Brea Castle
Carn Brea Castle är ett slott i Storbritannien.   Det ligger i grevskapet Cornwall och riksdelen England, i den södra delen av landet, 400 km väster om huvudstaden London. Carn Brea Castle ligger 201 meter över havet.
Terrängen runt Carn Brea Castle är huvudsakligen platt. Carn Brea Castle ligger uppe på en höjd. Runt Carn Brea Castle är det ganska tätbefolkat, med 199 invånare per kvadratkilometer. Närmaste större samhälle är Camborne, 3,9 km väster om Carn Brea Castle. Trakten runt Carn Brea Castle består i huvudsak av gräsmarker.